# Alison Chitty
Alison Chitty (16 ottobre 1948) è una scenografa e costumista britannica.

## Biografia
Dopo gli studi alla Saint Martin's School of Art e alla Central School of Art and Design, vinse una borsa di studio dell'Arts Council England per il Victoria Theatre, ove lavorò per sette anni curando scene e/o costumi per una quarantina di allestimenti. Nel 1979 tornò a Londra, dove intraprese un'intensa attività teatrale che la vide collaborare con i maggiori teatri del West End, il National Theatre, la Royal Shakespeare Company, la Royal Opera House e l'English National Opera.
Scenografa residente del National Theatre per otto anni, vi curò allestimenti di Un mese in campagna (1981), Don Giovanni (1981), Molto rumore per nulla (1981), Il principe di Homburg (1982), La morte di Danton (1982), Il maggiore Barbara (1982), Antigone (1983), Venezia salvata (1984), Pazzo d'amore (1984), Ella si umilia per vincere (1984), Torquato Tasso (1986), Antonio e Cleopatra con Judi Dench ed Anthony Hopkins (1987), Macbeth (1987), Cimbelino (1988), Il racconto d'inverno (1988), La tempesta (1988) e La discesa di Orfeo (1988), quest'ultimo poi riproposto a Broadway nel 1989. In questi anni collaborò con i maggiori registi teatrali britannici del periodo, tra cui Peter Hall e Peter Gill, oltre a inaugurare proficui sodalizi artistici con Francesca Zambello e Mike Leigh (proseguito anche al cinema con Dolce è la vita, Naked - Nudo e Segreti e bugie, oltre che con l'operetta The Pirates of Penzance all'English National Opera nel 2015).
Nel 1991 esordì alla Royal Opera House con la prima mondiale di Gawain, seguito nel 1995 da un allestimento di Billy Budd poi riproposto all'Opéra di Parigi nel 1996. Sarebbe tornata all'Opéra come scenografa e costumista di Turandot nel 1997 e al Covent Garden con allestimenti di Arianna (1995), La sposa venduta (1998), The Minotaur (2008) e del Parsifal (2013). Nel 1999 curò un allestimento di Dialogues des Carmélites alla Santa Fe Opera, mentre nel 2010 fu al Gran Teatro La Fenice con un Rigoletto poi riproposto anche a Parma nel 2011. Nel 2013 esordì al Teatro alla Scala come scenografa e costumista di un Nabucco, diretto da Nicola Luisotti e con Leo Nucci nel ruolo dell'eponimo protagonista, poi riproposto anche al Covent Garden nella stessa stagione. Vinse il Premio Laurence Olivier per i migliori costumi nel 2001 e nel 2007, mentre nel 2009 fu nominata Royal Designer for Industry.

## Filmografia

### Scenografa
- Dolce è la vita (Life Is Sweet), regia di Mike Leigh (1990)
- Naked - Nudo (Naked), regia di Mike Leigh (1993)
- Segreti e bugie (Secrets and Lies), regia di Mike Leigh (1996)